# Центральный район (Николаев)
Центра́льный райо́н (укр. Центральний район) — крупнейшая административно-территориальная единица Николаева.

## Население
| Год  | Количество населения |
| ---- | -------------------- |
| 1959 | 83 985               |
| 1970 | 120 733              |
| 1979 | 127 813              |
| 1989 | 137 166              |
| 2001 | 154 211              |
| 2008 | 152 628              |

## География
Район расположен на северо-западе города. Граничит с Заводским и Ингульским районами.
Разделён реками на части. В северной части расположены микрорайоны Соляные, Северный, Терновка, Матвеевка, Темвод. В южной — исторический центр и Варваровка. Сообщение центра с северной частью осуществляется через мосты на Ингуле.
Среди достопримечательностей сквер «Серце города», Соборная площадь, Русский драматический театр, Старофлотские казармы.

## История
Район образован в 1938 году.